# Janna Valik
Janna Valik, född 1955 i Tjeckoslovakien, är en svensk ämbetsman och generaldirektör.
Valik var generaldirektör för svenska migrationsverket från mars 2004 till maj 2007, då hon efterträddes av Dan Eliasson. Innan dess hade hon varit anställd vid verket sedan 1989 och blev 1997 regiondirektör i Göteborg. I maj 2007 utnämndes hon till generaldirektör vid regeringskansliet och mellan 1 mars 2008 och februari 2017 var hon generaldirektör för Boverket. Den 19 juni 2017 till 31 december 2021 var Janna Valik generaldirektör för eHälsomyndigheten. 